# Joachim Christian von Ehrenburg

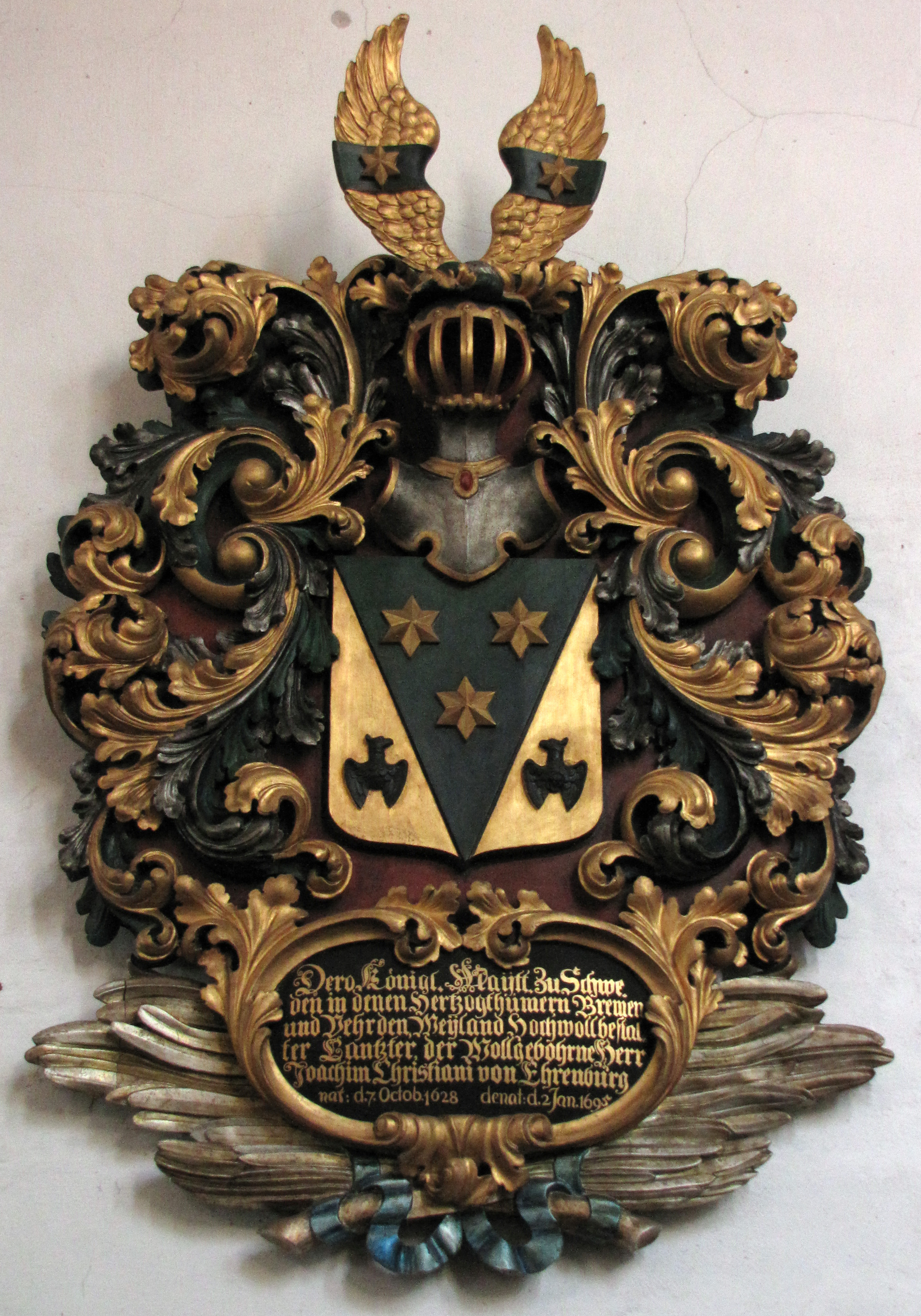
Epitaph des Joachim Christiani von Ehrenburg im Ss. Cosmae et Damiani, Stade, Niedersachsen.

Joachim Christiani von Ehrenburg (* 7. Oktober 1628 in Greifswald; † 2. Januar 1695) war ein deutscher Jurist.

## Leben
Ehrenburg war ein Sohn des Archidiakons Alexander Christian Ehrenburg in Greifswald. Er besuchte die Schule in Greifswald und Hamburg und studierte ab 1650 an den Universitäten Tübingen, Straßburg, Gießen, Königsberg und Greifswald. Nach der Promotion zum Dr. jur. utr. wurde er durch den schwedischen König Karl X. Gustav 1659 zum Justiz- und Hofgerichtsassessor für die Herzogtümer Bremen und Verden ernannt. 1668 wurde er Vizedirektor des Hofgerichts, 1674 Direktor des Justizkollegiums, 1675 Regierungsrat, 1688 Kanzler und Präsident in den Kollegien und im Konsistorium.
Aus seiner Ehe mit Margarethe Meyer hatte er die Tochter Margarethe Christiani von Ehrenburg (* 1658, † 4. Dezember 1721), die mit dem Schwedischen Diplomaten Christoph Heinrich Weiss von Weissenfels verheiratet war.